# Tux Racer
Tux Racer — трёхмерная компьютерная игра, главным героем которой является пингвин Tux — талисман ядра операционной системы Linux.
Игрок управляет Таксом (или одним из трёх других героев), который скользит на брюхе вниз по ледяно-снежному жёлобу собирая сельдь. Когда Такс скользит по льду, его скорость увеличивается, скольжение по снегу дает больше маневренности, а скальные участки замедляют скольжение. Кроме того, на пути Такса встречаются деревья, мешающие движению, и флажки — отмечающие курс.

## Игровой процесс
Управление типично для гоночных симуляторов — клавиши влево и вправо меняют направление движения, однако нажатие стрелки вверх включает специфическую функцию — Такс «загребает» ластами. Правильное использование данной команды необходимо для оптимизации прохождения пути. Подгребание замедляет Такса на высоких скоростях и ускоряет на низких. В воздухе, загребание можно использовать для увеличения длины прыжка. Такса подбрасывает на неровностях рельефа, а при нажатии и отпускании клавиши «энергия» (обычно e) он подпрыгивает сам. Отпускание клавиши во время прыжка удлиняет его.
Очки можно получать собирая сельдь, которая разбросана вдоль пути. Чтобы попасть на следующий уровень, требуется собрать достаточное количество сельди и добраться до конца пути за заданное количество времени.
Как и во многих других играх с открытыми исходниками, в игру не надоест играть, так как Tux Racer расширяется простой модификацией игры. Новые карты создаются созданием трёх растровых изображений на которых указываются: высота, тип поверхности, и расположение игровых объектов. Другие модификации позволяют пингвину Таксу летать, или достигать сверхзвуковой скорости.

## История

### Появление игры
Изначально, TuxRacer был учебным проектом Жасмина Патри в колледже в 1999 году. Он выпустил его как свободную программу под лицензией GNU GPL в 2000 году. После этого около года программа разрабатывалась сообществом.

### Sunspire Studios: TuxRacer
В августе 2000 года Патри сообщил, что он и двое его друзей создали компанию Sunspire Studios чтобы продавать улучшенную версию игры под закрытой коммерческой лицензией.
Вскоре после этого, в розничную продажу по цене 14,99 долларов США, поступил Sunspire Studios TuxRacer для операционных систем Linux, Mac OS X и Microsoft Windows.
Sunspire никогда не создавала других продуктов и закрылась  в 2003 году. Их домены sunspirestudios.com и tuxracer.com больше не функционируют. Согласно Archive.org, после 22 сентября 2002 года (когда был выпущен патч Tux Racer 1.1.1 Linux Patch) на их сайте не было существенных изменений . Похоже, что сайт продолжал существовать почти без изменений вплоть до 2004 года. Здесь  (недоступная ссылка с 14-05-2013 [4318 дней] — история) все ещё можно скачать демонстрационную версию их игры.

### OpenRacer
Когда Sunspire сделала игру коммерческой, Натан Матиас на основе последней GPL-версии программы создал на сервере SourceForge.net открытый проект OpenRacer. Данная версия обновлялась весьма нерегулярно и, наконец, была заброшена (однако её все ещё можно загружать и играть).

### PlanetPenguin Racer
Когда студия Sunspire прекратила продажу игры, из последней GPL-версии первоначальной игры была создана новая версия под названием PlanetPenguin Racer. В добавление к уровням исходной игры, PlanetPenguin Racer также включает дополнительные, созданные сообществом.
PlanetPenguin Racer выпущен не только для Linux, но и для Windows. PlanetPenguin Racer легко инсталлируется на многих дистрибутивах Linux. Пользователи дистрибутивов Debian и Ubuntu могут инсталлировать с помощью менеджеров Synaptic или apt-get пакет planetpenguin-racer. Под Gentoo, игра доступна из Portage под названием ppracer. Пользователи Fedora Core могут инсталлировать с помощью Yum пакет ppracer. Кроме того с официального сайта доступны исходные тексты и пакеты для других дистрибутивов.

### Roxor Games: TuxRacer
Roxor Games, Inc. выпустила аркадную версию. Управление в ней упрощено — были доступны только команды «влево» и «вправо», а тонкости игры, которые давала функция «загребания», отсутствовали.